# Famille Donnedieu de Vabres
 (août 2018).
Si vous disposez d'ouvrages ou d'articles de référence ou si vous connaissez des sites web de qualité traitant du thème abordé ici, merci de compléter l'article en donnant les références utiles à sa vérifiabilité et en les liant à la section « Notes et références ».
La famille Donnedieu de Vabres est une famille française qui s'est illustrée par plusieurs personnalités de la vie française contemporaine.

## Historique
Originaire des Cévennes, la famille Donnedieu de Vabres s'établit à Nîmes.

## Liens de filiation entre les personnalités notoires
- Jean Donnedieu de Vabres épouse le 18 juillet 1741 Catherine Deshours, fille de Louis Deshours, seigneur de Calviac à Lassale (Gard).
  - Pierre Donnedieu de Vabres (1745-1817) épouse le 21 novembre 1786 au Vigan Anne-Marie Martin, fille de Simon Martin et de Marie Peyren. Il est témoin en 1788 avec la qualité d'officier au régiment du Hainaut et chevalier de Saint-Louis.
    - Auguste Donnedieu de Vabres (1790-1861) épouse le 2 février 1814 à Nîmes Zaïsse-Pierrette-Elisabeth Barre (1797-1879), fille de Michel Barre et de Jeanne Pieyre, dont deux garçons et deux filles[1].
      - Jean (1817-1886) épouse le 14 janvier 1844 à Nîmes Jeanne Girard (1825-1883), fille de Ferdinand Girard, banquier, maire de Nîmes, pair de France, officier de la Légion d'honneur.
        - Henri Donnedieu de Vabres (1880-1952), juriste (auquel on doit un projet de réforme de la procédure pénale en 1949), juge au procès de Nuremberg, épouse Edmée Beigbeder (1892-1968).
          - Jean Donnedieu de Vabres (1918-2009), directeur de cabinet du premier ministre (1962), secrétaire général du Gouvernement (1964-1974), président de la Commission des opérations de bourse et de la Commission de la concurrence.
          - Jacques Donnedieu de Vabres (1915-1984), membre du Conseil d'État, secrétaire général du Comité interministériel de 1955 à 1961, président-directeur général de Campenon-Bernard de 1960 à 1975.
            - Renaud Donnedieu de Vabres (1954), ministre de la Culture et de la Communication de 2004 à 2007.

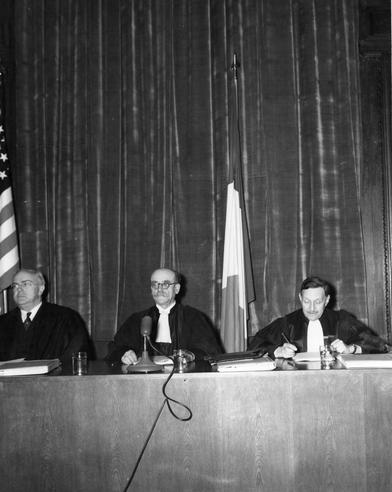
Henri Donnedieu de Vabres (1880-1952) au procès de Nuremberg
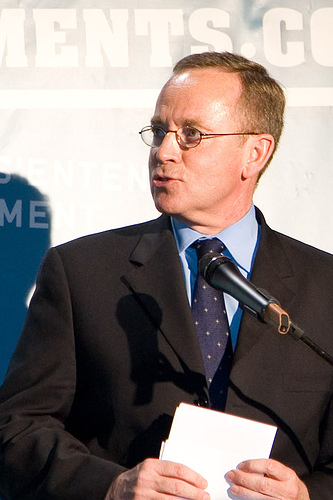
Renaud Donnedieu de Vabres (1954)